# フォルツァ総曲輪
フォルツァ総曲輪（フォルツァそうがわ, Forza Sogawa）は、富山県富山市総曲輪にある映画館（ミニシアター）。富山市が出資する第三セクター「まちづくりとやま」が運営する公設民営の映画館である。176席の1スクリーンを備えている。2007年から約9年半に渡って運営されたが、2016年10月から休館している。富山の文化発信の場として独特の存在感を放っていたとされる。

## 沿革
- 2007年2月 - 開館
- 2016年10月1日 - 休館

## 特徴

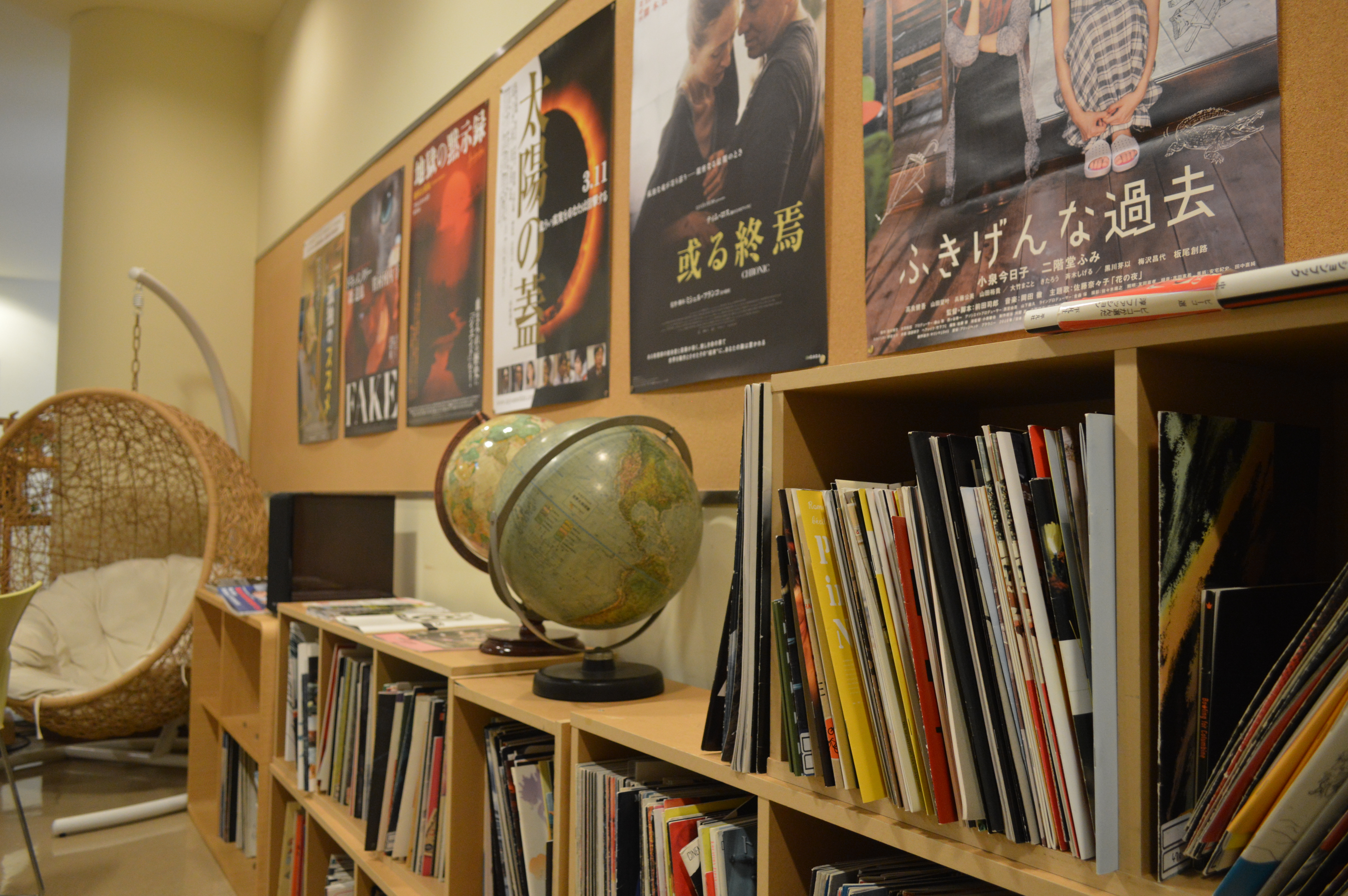
パンフレット類

富山市中心部の総曲輪にあり、富山地方鉄道富山軌道線の停留所から徒歩圏内である。総曲輪通り商店街に面したウィズシネマビルの4階・5階部分にあり、映画館の座席数は176席、96席のライブホールと会議室を併設している。「Forza」とはイタリア語で「頑張れ」「支援する」という意味。

### 運営

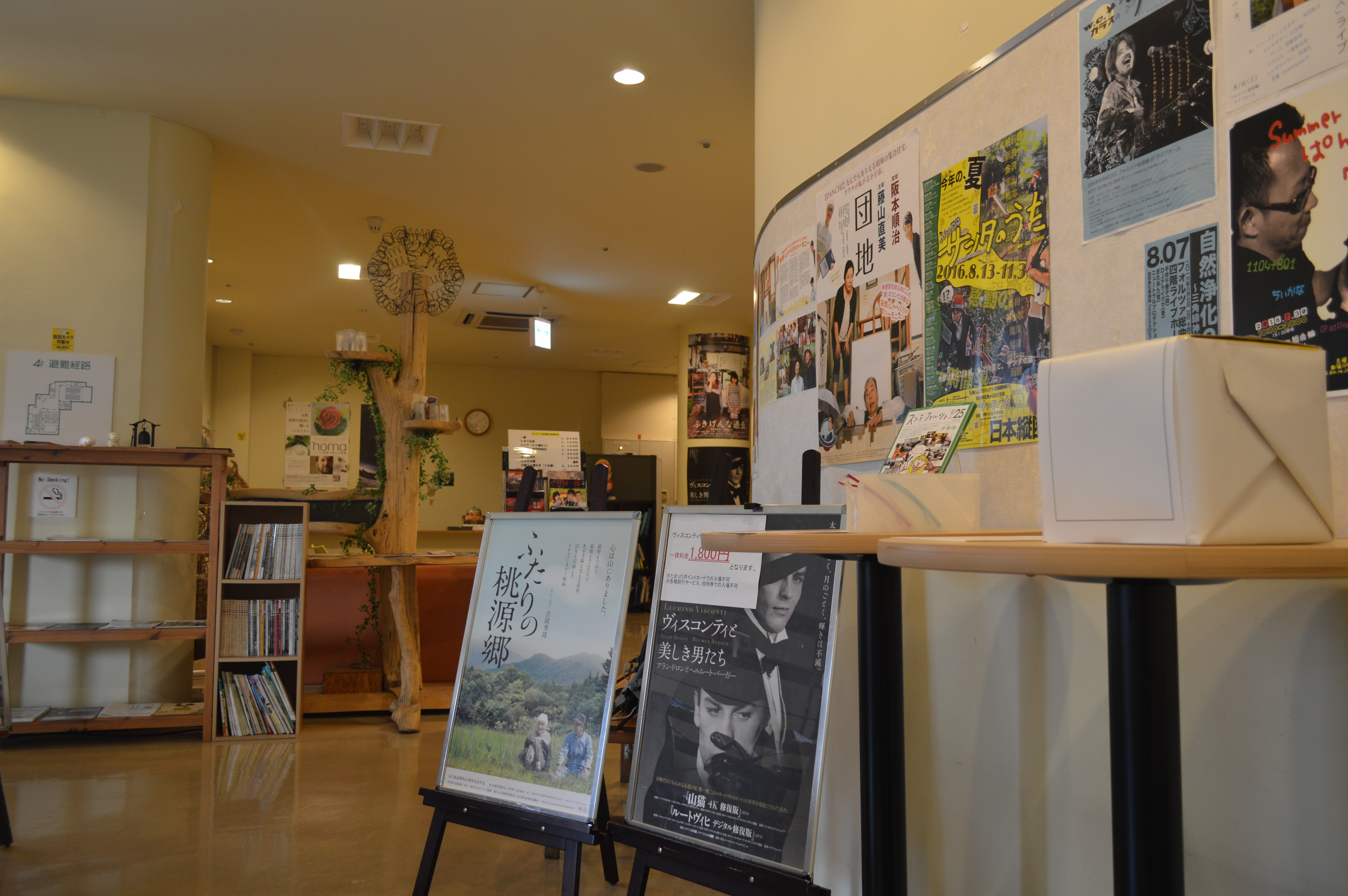
ロビー

フォルツァ総曲輪は市民たちが自ら映画館の運営に関与するコミュニティシネマに分類される。先例にはNPO法人が運営するシネマテークたかさき（群馬県高崎市）や深谷シネマ（埼玉県深谷市）などがあり、フォルツァ総曲輪と同じ公設民営方式のコミュニティシネマには滋賀会館シネマホール（滋賀県大津市）がある。全国で初めて認定された富山市の中心市街地活性化基本計画は「公共交通の利便性向上」「にぎわい拠点創出」「まちなか居住推進」の三本柱であり、フォルツァ総曲輪の開館は「にぎわい拠点創出」のための事業に含まれている。
閉館時の年間運営費は約4,500万円、入場料収入は約3,000万円であり、差額の約1,500万円（約1/3）は富山市からの補助金によって賄われていた。2015年度の補助金額は1,544万円であり、2016年度の補助金額は857万円だった。2007年度の年間観客数は8,495人と 伸び悩んでいたが、その後は増加を続け、2010年度には14,150人となった。閉館前数年間の年間入場者数は約28,000人であり、1日平均70-80人を記録していた。中心市街地活性化基本計画では2011年度の来客見込み数を1日あたり300人と想定しており、実際の来客数は想定を大きく下回っていた。

### 上映作品・企画
アート系作品、カルト作品、社会派ドキュメンタリー、富山出身監督作品などを積極的に上映した。ジョン・カサベテス、エミール・クストリッツァ、ジャック・タチ、若松孝二などの監督の特集上映も行っている。監督では若松孝二や塚本晋也、俳優では奥田瑛二、安藤サクラ、井浦新などがフォルツァ総曲輪を訪れている。2016年2月に閉館決定と報じられた時には、『ベトナムの風に吹かれて』、『アンジェリカの微笑み』、『ホワイト・ゴッド 少女と犬の狂詩曲』、『恋人たち』、『真珠のボタン』、『創造と神秘のサグラダ・ファミリア』などを上映していた。
年末年始にはキワモノ作品を集めた特別プログラム「不識図鑑」を開催しており、2015年末-2016年始の第5回イベントでは、ベルナルド・ベルトルッチ監督の『暗殺の森』（1970年）、ヴェルナー・ヘルツォーク監督の『カスパー・ハウザーの謎』（1975年）、ドキュメンタリー作品『世界一美しい本を作る男』（2010年）、松居大悟監督の『私たちのハァハァ』（2015年）、カルトホラー作品『ムカデ人間』三部作を上映した。
フォルツァ総曲輪は「富山短編映画祭」や「富山水辺の映像祭」 の会場となっていた。

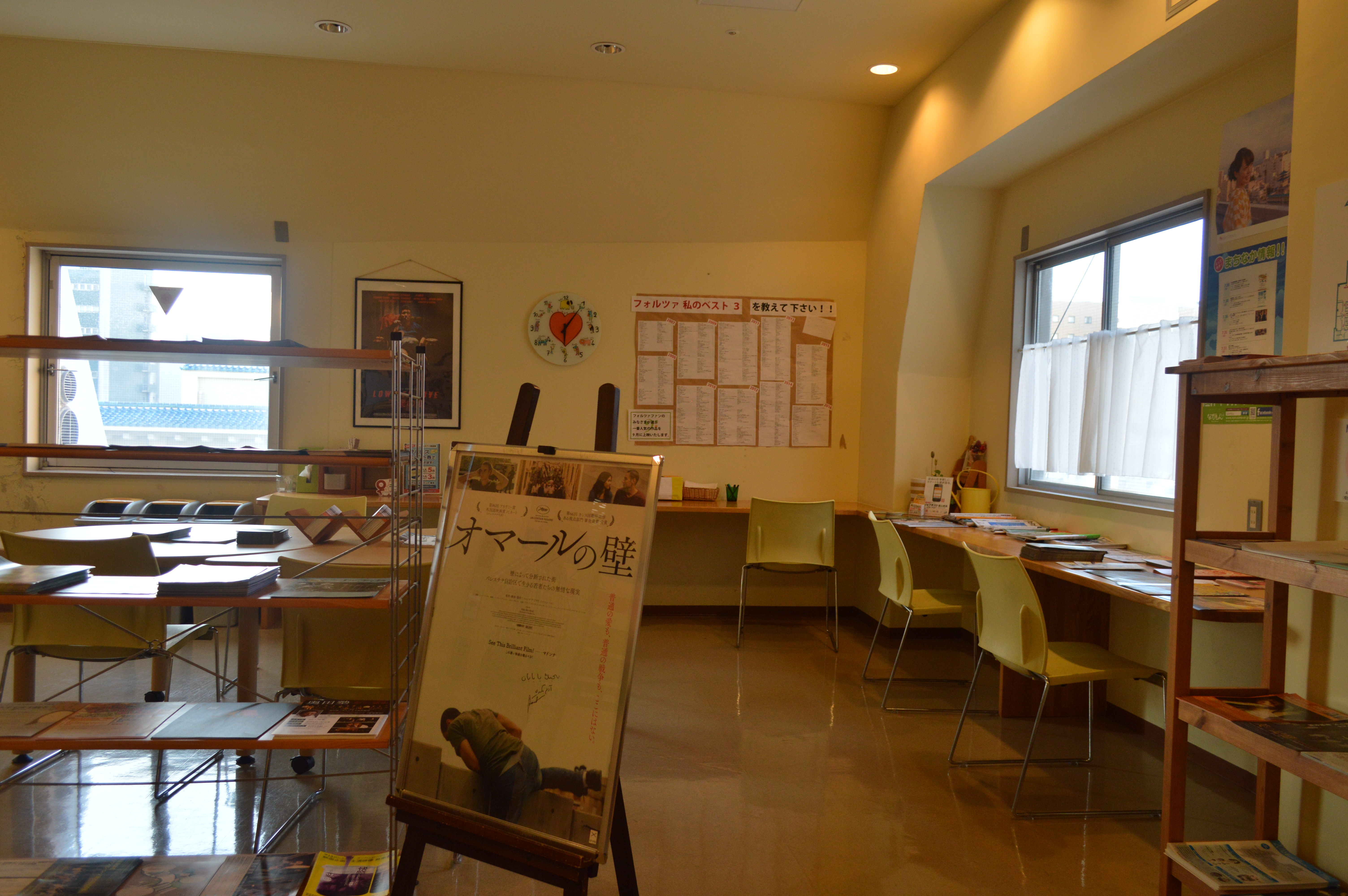
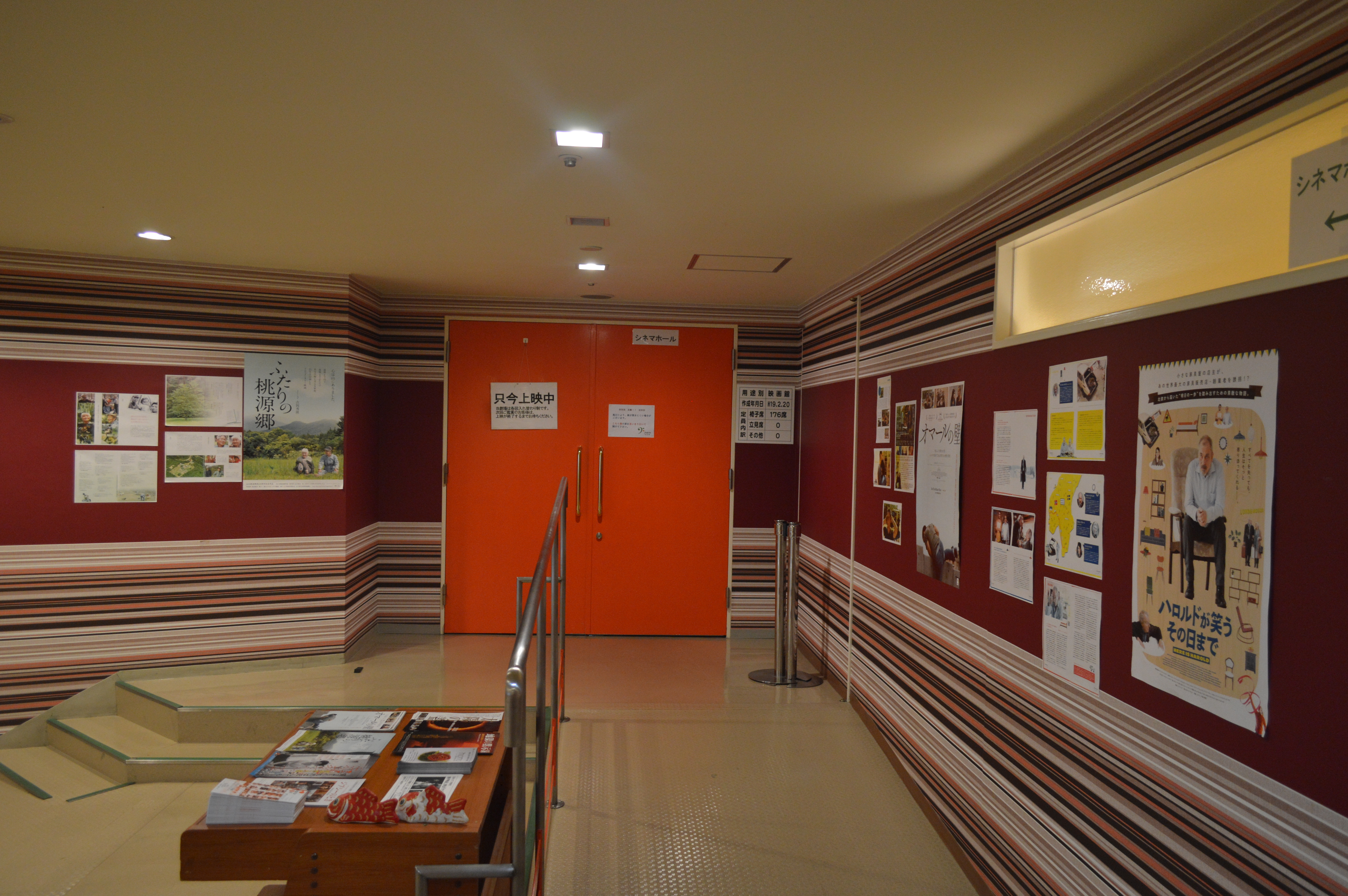
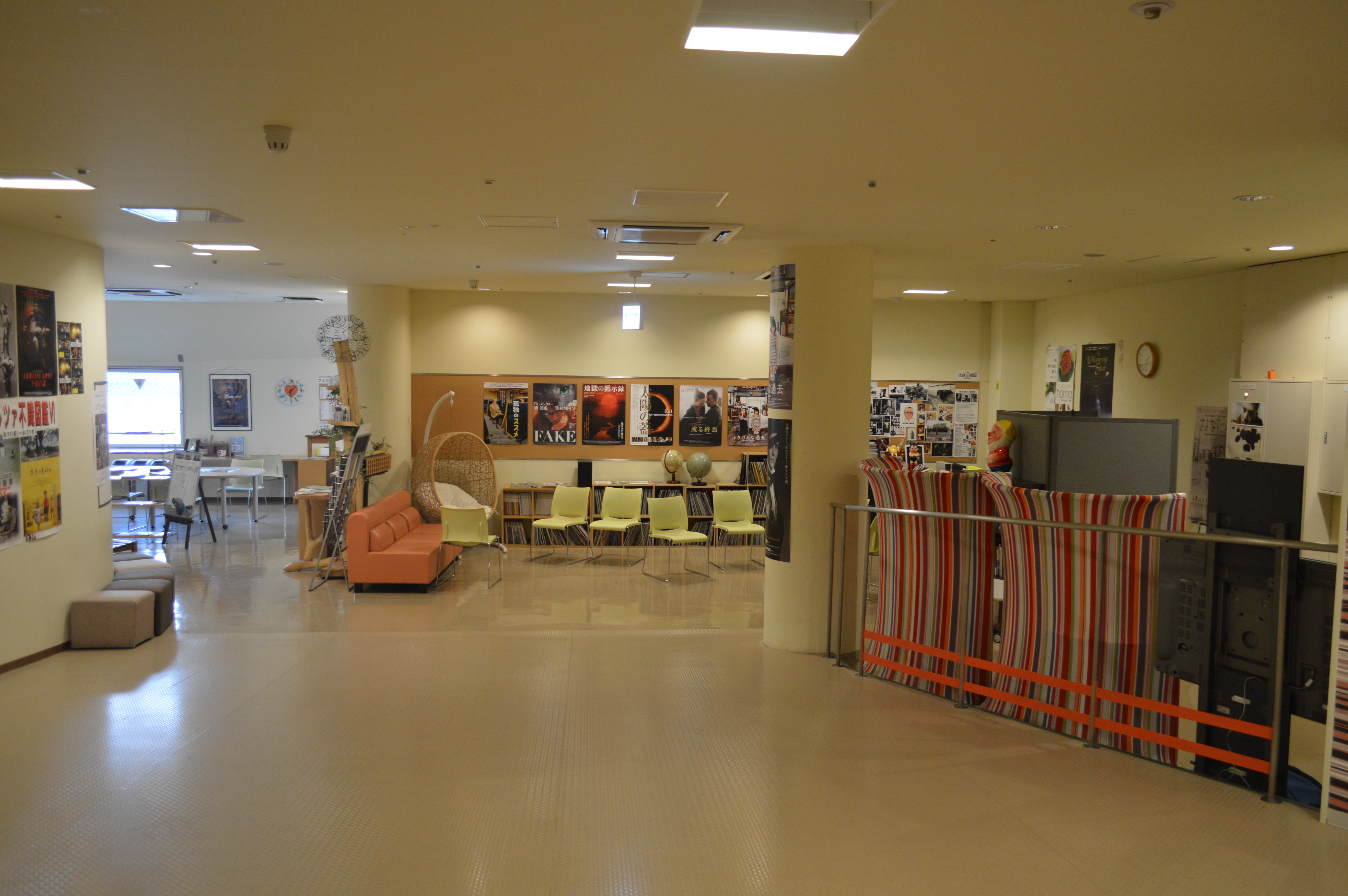

## 歴史

### 開館

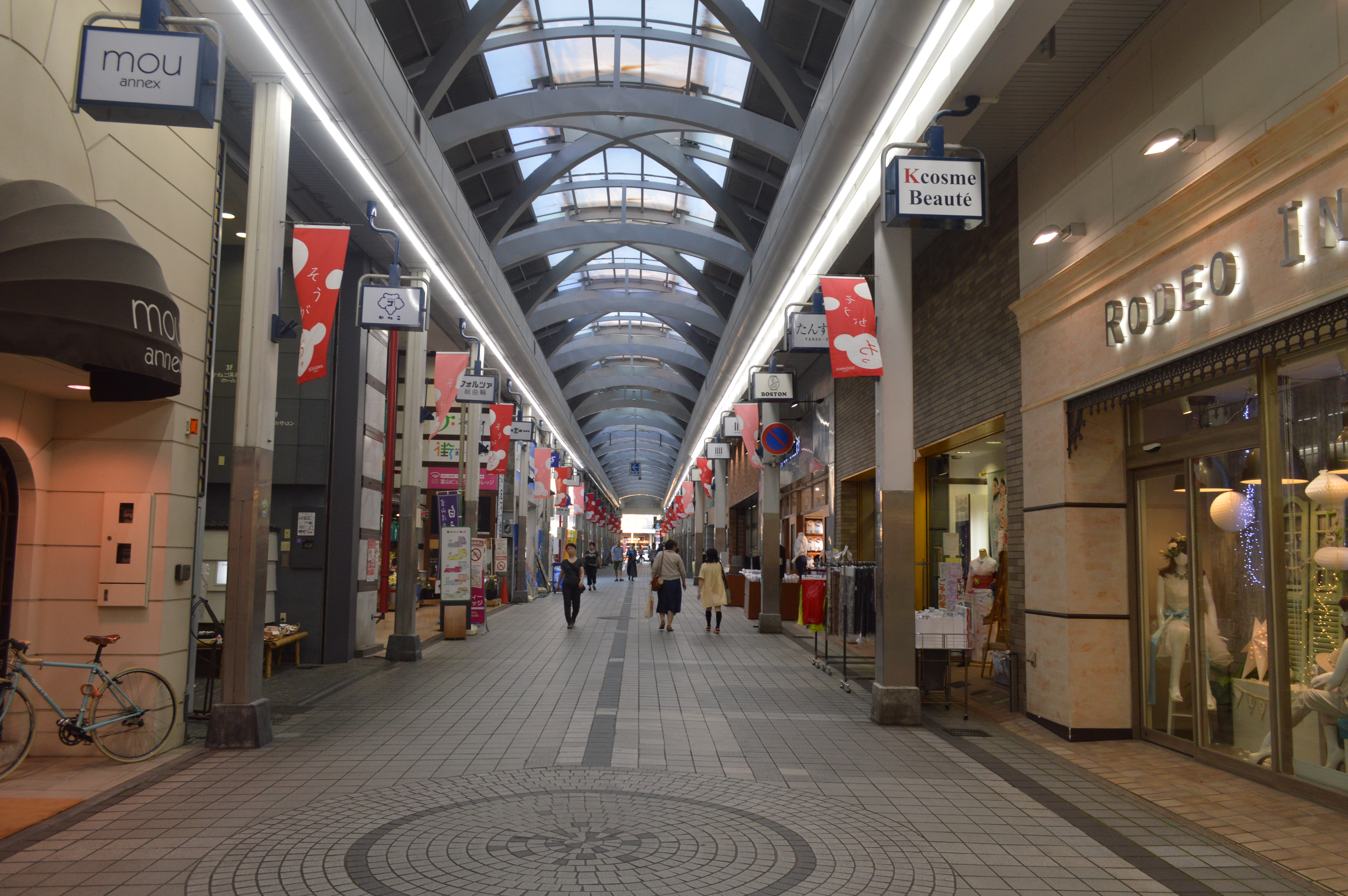
総曲輪通り商店街

かつての富山市中心市街地には東宝大和、富山東映、富山ニュースカラ座などの従来館があり、1990年（平成2年）時点の富山市には14館もの映画館がひしめいていたが、シネマコンプレックス（複合型映画館）の興隆などもあって、1990年代以降に次々と閉館した。かつてウィズシネマビルには中心市街地最後の映画館として富山松竹ウィズシネマ1・2があったが、2002年に閉館となった。
ウィズシネマビルを買収した不動産業者は、2006年9月22日に建物の4階・5階部分を富山市に寄贈。富山市は1億2500万円を投じて、同ビルの一部を映画館・ライブホール・会議室に改装。「まちづくりとやま」が選んだ3つの候補からインターネット投票を行い、最多得票を獲得した「フォルツァ総曲輪」が正式な館名に決定した。
2006年7月から週末のみ映画を試験上映し、10月から改築工事を行った。2007年2月24日にフォルツァ総曲輪が正式に開館。初日の2月24日には『ウエスト・サイド物語』（1961年）の上映とトークイベントを行い、2月25日には『雨に唄えば』（1952年）の上映とトークイベントを行った。『ウエスト・サイド物語』の客入りは座席数の半分程度と今一つであり、開館時の認知度は高くなかった。
映画館の運営は富山市が出資する第三セクター「まちづくりとやま」、事務局長（チーフスタッフ）はそれまで銀行に勤務していた室伏昌子。なお、富山市がフォルツァ総曲輪同様に総曲輪通り商店街で開設準備を進めていた「越中食彩 にぎわい横丁」（富山西武跡地）は、フォルツァ総曲輪の翌月の3月10日にオープンしている。

### 開館後の歴史

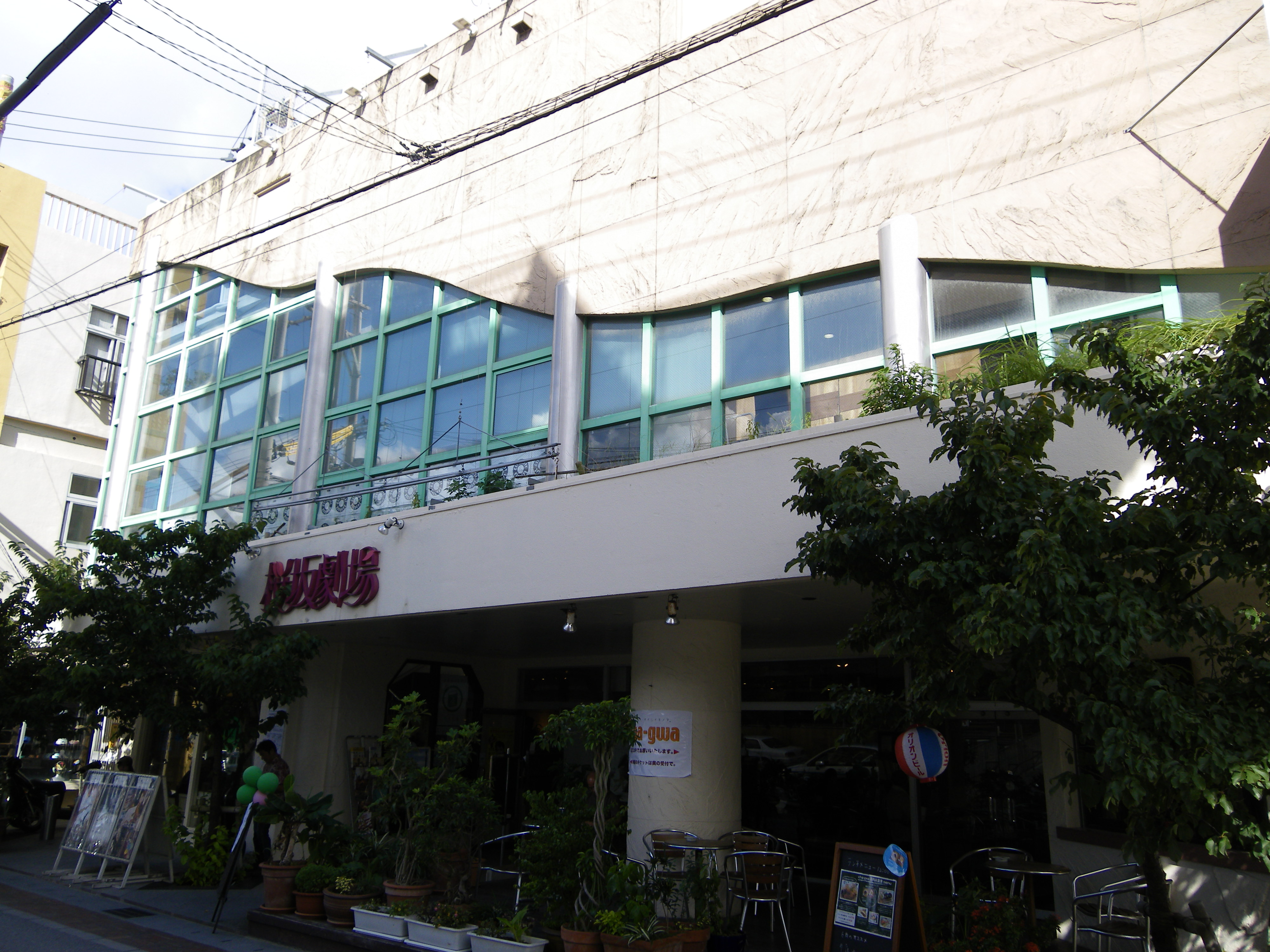
スコーラ・フォルツァがモデルとした桜坂劇場

「とやま賞」を受賞した『無防備』（市井昌秀監督）は、全国公開に先駆けて2009年6月にフォルツァ総曲輪で先行上映され、6月13日・14日には市井監督のトークイベントが開催された。同年には「まちづくりとやま」が富山市で短編映画『温玉onたいむ』の製作を企画した。富山市のアマチュア劇団や富山大学の劇団などが出演し、総曲輪や中央通り商店街で撮影を行った後に、10月24日から10月30日までフォルツァ総曲輪で上映した。
2010年3月14日の開館3周年記念イベントでは、比較文学研究者の金子幸代が成瀬巳喜男の作品について講演した。3月6日には経済学者の小倉利丸がパレスチナ問題に関する作品の解説を行い、4月には化学海洋学者の張勁（金子・小倉・張はいずれも富山大学教授）がドキュメンタリー作品の解説を行った。桜坂劇場の「桜坂市民大学」とモデルとして、同年5月にはライブホールや会議室などを開催場所とする講座「スコーラ・フォルツァ」を開講した。「映画製作」「雑学」「教科書」「カメラ（女性限定）」「食卓」「落語（子ども限定）」の6講座が開講され、一般市民がその分野の専門家に学んだ。2011年の東日本大震災後には、罹災証明書を提示した観客は無料で鑑賞できるサービスを行った。
2012年5月26日には、『内部被ばくを生き抜く』と『ミツバチの羽音と地球の回転』の公開に合わせて、鎌仲ひとみ監督のトークイベントが開催された。同年9月29日には『11・25自決の日 三島由紀夫と若者たち』の上映に合わせて、監督の若松孝二と出演した井浦新のトークイベントが開催された。2013年6月8日には『千年の愉楽』（若松孝二監督）の上映に合わせて、出演した井浦新と大西信満によるトークイベントが開催された。
2014年には約400万円の予算でデジタルシネマ上映設備を導入した。2015年には塚本晋也監督の『野火』を上映し、氷見市出身の鎌仲ひとみ監督や射水市出身の市井昌秀監督などにも高く評価され、俳優の井浦新や安藤サクラが来館した。2015年9月にはグザヴィエ・ドラン監督の特集上映を行い、『胸騒ぎの恋人』、『私はロランス』、『Mommy マミー』、『エレファント・ソング』、『鏡』を上映した。2016年2月21日には、『ひとりひとりの戦場 最後の零戦パイロット』の上映後に楠山忠之監督を招いたトークイベントを行った。

### 休館

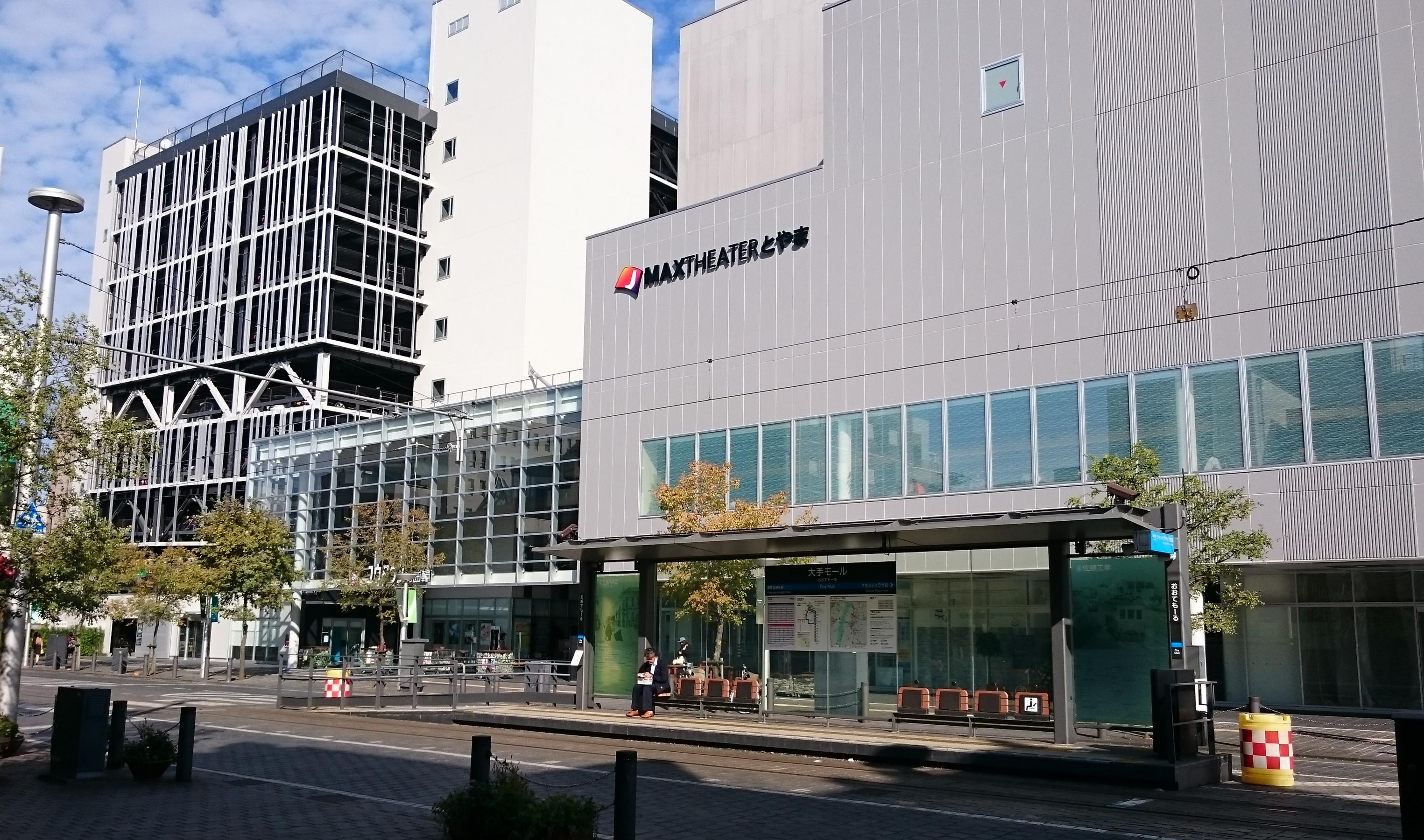
休館の引き金となったJ MAX THEATERとやま（ユウタウン総曲輪内）

後述するシネマコンプレックスの開館が決定したことから、2016年2月25日、富山市はフォルツァ総曲輪を休館させる方針を明らかにした。富山市は2016年度上半期分の857万円で補助金を打ち切ることを決定、これにより「まちづくりとやま」の判断でフォルツァ総曲輪の休館が決定した。6月3日には、8スクリーン計1,178席を有する「JMAX THEATERとやまが」ユウタウン総曲輪に開館。JMAX THEATERとやまは富山市の中心市街地初のシネコンであり、フォルツァ総曲輪からわずか200mの距離にある。ユウタウン総曲輪の総事業費84億円のうち、約38億円は国・富山県・富山市が負担している。
休館決定後には富山市民らによって「フォルツァ総曲輪の未来を考える会」が発足し、富山市に対して休館決定の経緯や今後の計画を問う書状を提出している。富山市中心市街地活性化推進課は「あくまで休館」と主張しており、「映画館として再開するか、違った形で活用するかは、今後検討していく」としている。公式サイトによると、2016年7月末時点の総上映本数は1,000本超であり、総来館者数は映画観賞が137,000人、その他が97,000人だった。シネマスコーレ支配人の木全純治は、「富山県のようにミニシアターがゼロになると、シネコンからは得られない多彩な情報が、その地域の文化から喪失する」と述べている。
人気投票で選出した『百円の恋』を最終上映作品とし、9月22日の最終上映には200人以上の観客が詰めかけた。最後のプログラムは『百円の恋』のほかに、『疑惑のチャンピオン』と『バベットの晩餐会』（デジタルリマスター版）だった。同日には「フォルツァ総曲輪の思い出を語る夕べ」を開催し、『バベットの晩餐会』の一場面を模したフランス料理の食事会には44人が参加した。9月23日にはピストン藤井が主催する音楽イベント「FUJII ROCK FES 2016秋 見切り発車の郷土愛リサイタル」を開催し、100人以上が訪れた。9月25日には最後の主催企画として「フォルツァ文化祭2016」を開催し、同ビル内のカルチャー教室の生徒らによるベリーダンス、フラメンコ、写真展などが行われた。

## シネマカフェ「ほとり座」
2016年11月25日には、フォルツァ総曲輪から東に200mの中央通り商店街内に、映画と音楽をテーマとしたカフェ「HOTORI×ほとり座」が開店した。初上映作品はアメリカ合衆国のドキュメンタリー『シーモアさんと、大人のための人生入門』だった。約60m2のフロアには20席が設けられており、3D作品や4K画質にも対応した映写機を用いて、2.6m×1.5m（120インチ）のスクリーンで上映している。5.1chサラウンドのスピーカーシステムを備えている。そもそも「ほとり座」は「HOTORI」というお店の中での映画部門の名称であり、店舗の名前ではない。「HOTORI」は2014年4月にスタート。ライブを主体としつつ、サブカルチャーのトークイベントや個展、ハンドクラフトなどのワークショップなどを行っているイベントスペースであったが、シネマカフェとして改装しオープンした。また2018年7月からはビルの1階にサンドウィッチと日本茶専門のカフェも併設している。
独自目線での作品選びには県内外問わず定評があり、他県からの訪問者も少なくない。映画館ではないカフェ空間の中での映画鑑賞という新感覚な部分にも注目が集まっている。
2017年9月には富山市芸術文化ホール（オーバード・ホール）と「ほとり座」が初のコラボ上映会を開催し「ダンサー、セルゲイ・ポルーニン　世界一優雅な野獣」を上映。満員御礼の大好評となり、2018年も開催している。